# Japan Airlines Flight 123
Japan Airlines Flight 123 (日本航空123便墜落事故 Nihonkōkū 123 Bin Tsuirakujiko) var en japansk indenrigsflyvning med et Boeing 747SR-fly tilhørende Japan Airlines med i alt 524 ombordværende, der styrtede ned den 12. august 1985. Flyet var på vej fra Haneda Airport (Tokyos Internationale lufthavn) til Osaka International Airport. 12 minutter efter flyet lettede i Tokyo, skete et mekanisk brud i flyets haleparti, der betød, at flyets halefinne knækkede af. Bruddet ødelagde flyets hydrauliksystem, hvilket medførte, at hydraulikvæsken løb ud, hvorved det blev umuligt at kontrollere flyets styreflader. 20 minutter senere styrtede flyet ned på en bjergkam Mount Takamagahara i Ueno i præfekturet Gunma, ca. 100 km fra Tokyo. Alle ombordværende, bortset fra 4 passagerer, omkom.
Ulykken er den værste nogensinde involverende et enkelt fly. Kun flyulykken på Tenerife, hvor to 747'ere stødte sammen har et højere antal omkomne. Ulykken var en af tre alvorlige flyulykker samme måned, hvilket gør august måned 1985 til den mest dødelige i den civile luftfartshistorie. De øvrige ulykker var Delta Air Lines Flight 191 (137 omkomne) og British Airtours Flight 28M (55 omkomne).

## Flyet og besætning
Flyet var en Boeing 747-146SR (Short Range), der fløj første gang den 28. januar 1974. På ulykkestidspunktet havde flyet fløjet 25.030 timer og havde foretaget 18.835 flyvninger (start og landing). Flyet havde registreringsbogstaverne JA8119.
Flyets besætning bestod af tre piloter og 12 kabinepersonale. Piloterne var erfarne. Kaptajnen, den 49-årige Masami Takahama (高浜 雅己 Takahama Masami) havde 12.400 flytimer, herunder ca. 4.850 på 747 og styrmanden havde ca. 4.000 flyvetimer, heraf 2.650 på 747.
Passagerene var primært japanere. 21 ud af de 509 passagerer var af anden nationalitet. 

## Hændelsesforløb
Flight 123 lettede fra Haneda lufthavnen i Tokyo kl. 18:12 lokal tid. Ca. 12 minutter efter starten, da flyet var tæt på at være nået sin flyvehøjde over Sagamibugten, bristede flyets haleparti. Den mekaniske brist medførte, at trykket i passagerkabinen straks faldt, og den eksplosive trykudligning medførte, at flyets halefinne blev revet af, ligesom samtlige rør til flyets hydraulikvæske blev revet over. Uden halefinne blev flyet ustabilt og som følge af udstrømmende hydraulikvæske, blev det umuligt at styre flyets ror.
Flyets piloter anmodede om tilladelse til at vende tilbage til Haneda for at nødlande der. Flyets piloter forsøgte at manøvrere flyet ved hjælp af motorerne og ved brug af flyets understel. Det lykkedes delvist at lægge kursen om, men flyet fløj indover et uvejsomt bjergområde, hvor det ramte jorden i 1.565 meters højde. Det lykkedes piloterne at holde flyet i luften 32 minutter efter bruddet i halesektionen.

## Redningsarbejdet
20 minutter efter styrtet observerede et amerikansk C-130 Hercules-fly fra en nærliggende militærbase vraget. På dette tidspunkt var der stadig dagslys. Flyet rapporterede vragets position til de japanske myndigheder, der sendte en helikopter til området. På den amerikanske base forberedte man sig på en redningsaktion, men de japanske myndigheder meddelte, at amerikansk hjælp var uønsket og at den japanske hær ville stå for redningsarbejdet.
En yderligere helikopter fra den japanske hær nåede senere på natten ud til vraget, men dårlig sigt og det uvejsomme terræn forhindrede helikopteren i at lande. Piloten rapporterede fra luften, at der ikke var overlevende. På grundlag heraf blev det besluttet at vente med en redningsekspedition til næste morgen, og personalet blev i stedet benyttet til at forberede oprydningsarbejdet 63 km fra vraget. Der blev senere fundet lig ved vraget med skader, der tydede på, at de havde overlevet styrtet, men var døde som følge af manglende behandling. Der gik omkring 12 timer, før redningsarbejdere nåede frem til vraget.
En af de fire overlevende kunne fortælle, at hun havde hørt lyde fra andre passagerer efter styrtet, men at lydene døde ud i løbet af natten.

## Årsag til styrtet
Årsagen til bruddet i halesektionen skyldtes, at flyet syv år tidligere var blevet beskadiget under landing, hvor flyets haleparti havde ramt jorden. Den efterfølgende reparation var ikke blevet udført korrekt, hvilket medførte, at de bærende metaldele blev belastet uforudset meget i forbindelse med de mange trykændringer under efterfølgende flyvninger. Belastningerne havde medført metaltræthed i halesektionen og en række sprækker i metallet.
Metaltrætheden i halesektionen fik denne til at bryde sammen med trykfald i kabinen til følge. Bruddet og den efterfølgende trykudligning rev halefinnen af og ødelagde flyets hydrauliske system, således at flyet ikke kunne kontrolleres. Piloterne vidste ikke, at flyets halefinne var gået tabt. På trods af tabet af tryk i kabinen iførte piloterne sig ikke iltmasker, hvilket ifølge havarirapporten kan have medført, at piloternes evne til at overskue situationen blev forværret. Flyet forblev i høj flyvehøjde i en længere periode. Piloterne forsøgte at vende tilbage til Tokyo frem for at søge mod nærmeste landingsmulighed.

## Efter ulykken
Den offentlige tillid til Japan Airlines led et alvorligt knæk som følge af ulykken og passagertallene på indenrigsruterne faldt efterfølgende med en tredjedel.
Japan Airlines påtog sig ikke skylden for styrtet, men udbetalte 780 millioner yen (ca. 36 mio. danske kroner) til ofrenes familier som "kondolence". Direktøren for Japan Airlines, Yasumoto Takagi, indgav sin afskedsbegæring, og en chef i vedligeholdelsesafdelingen i Haneda lufthavnen begik selvmord.

## Eksterne links
- Wikimedia Commons har flere filer relateret til Japan Airlines Flight 123
- Engelsk oversættelse af den japanske havarirapport Arkiveret 24. september 2015 hos  Wayback Machine
- Crash of Japan Airlines B-747 at Mt. Osutaka
- Beskrivelse af flystyrtet på aviation-safety.net Arkiveret 6. september 2011 hos  Wayback Machine
- Japan Airlines Flight 123 Accident (12 Aug 1985) - Cockpit Voice Recorder (engelske undertekster) på YouTube}
- Japan Airlines Flight 123 Accident (12 Aug 1985) - Tokyo control communications records på YouTube

36°0′5″N 138°41′38″Ø / 36.00139°N 138.69389°Ø